# Константин Попмитов
Константин Попмитов е български духовник, свещеноиконом, и революционер, деец на Българското възраждане в Горна Джумая.

## Биография
Константин Попмитов е роден в Горна Джумая, Османската империя. Член е на Горноджумайската българска община, ктитор на църквата „Въведение Богородично“, и активен участник в борбата за независима българска църква в родния си град. След като освободената за една година Горна Джумая е върната на Османската империя с Берлинския договор в 1879 година, Константин Попмитов влиза в комитета „Единство“ в града и участва в подготовката на Кресненско-Разложкото въстание. Константин Попмитов развива активна дейност срещу гъркоманията в Македония. През 1890 година при църковна служба вместо името на патриарха, произнася това на екзарха и така обявява преминаването на българската община под върховенството на Екзархията.